# Aït Yahia (tribu)
Les Aït Yahia (en tamazight ⴰⵢⵜ ⵉⵃⵢⴰ ) sont une tribu berbère qui occupe une portion du versant nord du Haut-Atlas et sud-ouest de Midelt (en Tamaziɣt Awṭat). Cette tribu appartient a la confédération d'Aït Yafelman, elle entoure le djebel Ayachi.
Parmi les plus importantes de leurs fractions sont Ait Ali Oubrahim, Ait Lahssaine, Ait Slimane, , Ait Fedouli, Ait Moussa ou aâthman, Ait tawrawt Ait Bou Arbi et Ait merzouge.

## Histoire
Les Aït Yahia sont originaires de la région de Aghbalou N'kerdous près de Tinghir , Cependant les étapes de leur progression vers le nord sont imparfaitement connues.

## Légende Sidi Yahya ou Yoûssef
En fait, une légende locale attribue à Sidi Yahya ou Yoûssef la défaite d'une armée chrétienne.dans ces parages, et précise que les habitants du village de Taɛdlount sont les descendants de ces chrétiens vaincus ayant fait souche dans le pays.Renseignement invérifiable et difficile à dater, cela rejoint un très vaste corpus de mythologie atlasique sur les chrétiens et les Portugais, auquel notre région contribue largement. Quoi qu'il en soit, le souvenir de Sidi Yahya ou Yoûssef demeure vivace dans le pays, et si de nos jours la zâwiya périclite quelque peu, une maigre douzaine d'étudiants coraniques inscrits en mars 1976, le nom du saint est encore souvent invoqué et son tombeau fait l'objet de pèlerinages réguliers, attirant du monde depuis les Ichqern et leTadla(Tagzirt).